# Miloje Grujić
Miloje Grujić (ur. 17 grudnia 1933 w Nowym Sadzie, zm. 8 marca 2023) – jugosłowiański lekkoatleta, sprinter. Olimpijczyk.
Wziął udział w Letnich Igrzyskach Olimpijskich 1960 w Rzymie, gdzie brał udział w sztafecie 4 × 400 metrów. Sztafeta jugosłowiańska w składzie: Miloje Grujić, Ðani Kovač, Srđan Savić i Viktor Šnajder, odpadła w półfinałach.
Podczas mistrzostw Europy w lekkoatletyce w 1954 odpadł w eliminacjach na 800 metrów. Na mistrzostwach Europy w 1962 odpadł w eliminacjach na 400 i metrów oraz w sztafecie 4 × 400 metrów.
Złoty medalista mistrzostw krajów bałkańskich.
W 1979 reprezentując Rodezję zdobył złote medale mistrzostw świata weteranów na różnych dystansach.
Złoty medalista mistrzostw Jugosławii na różnych dystansach.
Czterokrotny rekordzista Jugosławii w sztafecie 4 × 400 metrów.
Rekord życiowy w biegu na 400 metrów – 47,3 (1962).